# Sphynx
Il Canadian Sphynx è una razza di gatto, originata da una naturale mutazione del gatto domestico. La sua principale caratteristica è quella di non presentare alcun pelo sul suo mantello.
Durante il XIX secolo furono segnalati casi di gatti glabri, ma i primi tentativi di selezione risalgono agli anni '70.
Esistono differenti varietà, classificate in base al tipo di derma:
- Manto Rubber ("gomma"), molto simile a un materiale gommoso e soffice.

- Manto Peach ("pesca"), a contatto tattile molto simile a una pesca, da qui il nome.

- Manto Wax ("cera"), molto più con effetto antiscivolo, la pelle al tatto si presenta completamente nuda, ma necessita di cura e pulizia più attenta rispetto agli altri due tipi.

## Origine
I primi esemplari di gatto Sphynx vennero rinvenuti nel Nuovo Messico alla fine dell'Ottocento. Si chiamavano Nellie e Dick, presentati come ultimi eredi di una stirpe di felini aztechi, e furono ceduti da indigeni al signor FJ Shinick. Risultavano nudi fin da piccoli, per una mutazione del gene recessivo “hairless”.
Nel dicembre del 1898, dopo un'esposizione felina, Jennie Van Allen, sulla rivista Harper's Bazar, scrisse sia un articolo, in cui sottolineava la totale assenza di pelo di due esemplari in mostra ,sia la didascalia alla fotografia allegata: 
«"LADY NELL" AND "DICK SCHINIC", Only hairless cats in the world.»

Da allora vi sono state varie testimonianze in diversi Stati di gatti completamente nudi e in perfetta salute. Solo negli anni '70, vista la curiosità che creavano, si iniziò ad allevare la razza: nel 1978, un allevamento in Olanda di Hugo Hernandez  diede origine a questa razza grazie a due gatte nude trovate infreddolite per strada in inverno. Lo stesso allevatore battezzò le due capostipiti Punkie e Paloma.

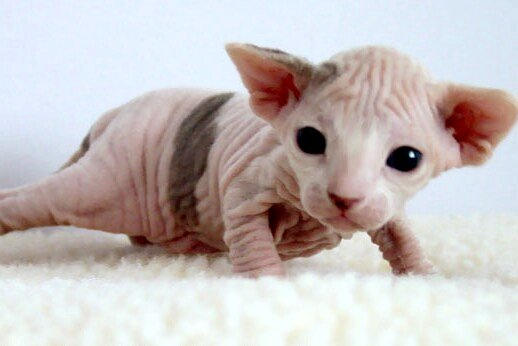
Cucciolo di Canadian Sphynx.

## Caratteristiche
Le orecchie sono grandi, ben piazzate e aperte alla base, smussate alle estremità, ben definite, somiglianti a un angolo smussato.

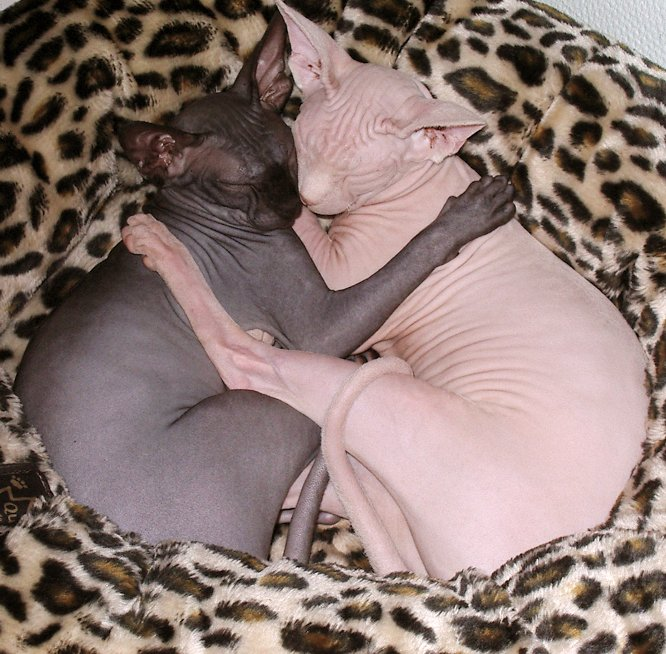
Gatti Sphynx che dormono assieme.

Gli occhi grandi ed espressivi, a forma di limone. Accettato qualsiasi colore in relazione al manto. Il colore blu/azzurro risulta valorizzato. Naso sporgente.
La testa si presenta lunga, poco larga, zigomi rilevanti.
Il collo è di media lunghezza, muscoloso e robusto, in particolar modo negli esemplari maschi. Inarcato a partire dalle spalle fino al cranio.
Il corpo è medio-lungo, non gracile ma muscoloso. Il ventre convesso, non adiposo. Il petto prominente e assente di pelo. Molti esemplari presentano “rughe” in qualsiasi profusione.
I piedi presentano ”dita” rilevanti e sporgenti, dalle forme sinuose.
Le zampe appaiono lunghe e muscolose, commisurate alle dimensioni dell’esemplare. Le zampe posteriori sono generalmente più lunghe di quelle anteriori, che devono a loro volta essere aperte.
La coda è sottile all’estremità e robusta verso la base, di lunghezza commisurata alla dimensione dell’esemplare.

La colorazione può essere varia, anche tabby.

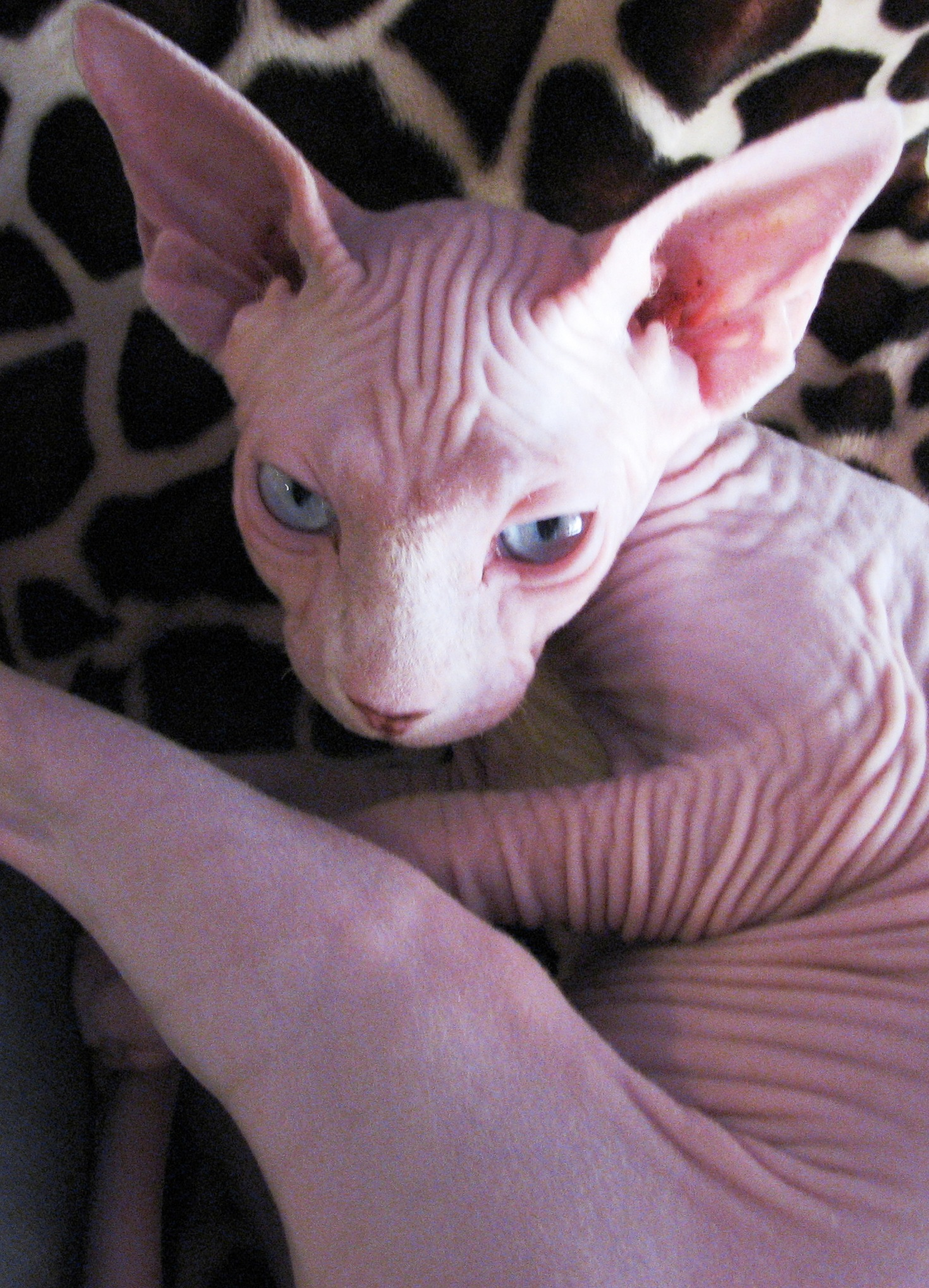
Canadian Sphynx rara colorazione Bianco - Blue Eyes (SPH W 61).

## Carattere, cure e consigli
Il Canadian Sphynx è molto diverso dall'immagine tradizionale del gatto domestico, sia per il suo aspetto fisico sia (soprattutto) per il suo carattere. È un gatto molto allegro, dotato di grande intelligenza, e che tende al contrario di altre specie a non diffidare di nessun altro animale domestico presente nell'ambiente in cui vive. Si dimostra molto affettuoso nei confronti del padrone. Qualsiasi tipo di compagnia per il Canadian Sphynx è ben accetta. Soffre la solitudine, ed è adatto a chi desidera un gatto affettuoso, sempre in cerca di coccole; desidera partecipare attivamente a tutte le situazioni casalinghe; non diversamente da un cane, si considera completamente parte del nucleo familiare, come un bambino, e parteciperà a ogni situazione e circostanza si crei all'interno di quello che individua come il "suo nucleo familiare".
Lo Sphynx essendo totalmente nudo diviene a differenza di altre razze più sensibile alle basse temperature, pur essendo di robusta costituzione. Solitamente l'ambiente umano si dimostra infatti assolutamente idoneo per uno Sphynx, poiché esattamente come l'uomo è sprovvisto di peli. Per questo motivo bisogna considerarlo a tutti gli effetti un gatto da tenere in casa, in modo da essere riparato dagli agenti esterni, e rannicchiarsi tra il calore casalingo, avvolto da coperte, nicchie e tutto il necessario per un clima confortevole.
Al tocco la sua pelle è soffice e calda; questo calore lo mantiene mangiando molto e spesso (caratteristica questa dovuta anche a un metabolismo molto veloce) e necessita di un cibo altamente proteico. In condizioni ottimali la sua temperatura è di 40 °C / 42 °C.
Lo Sphynx suda proprio come gli esseri umani, e per questo è bene pulirlo con salviette umide o lavarlo usando prodotti neutri. Nei giorni freddi potrebbe sentire il desiderio di esporsi al sole. Essendo una razza senza pelo, quindi soggetta a scottature, bisognerà applicare creme ad alta protezione, sia d'inverno sia in particolar modo durante l'estate. Come l'uomo necessita di pulizia delle orecchie, dal momento che la mancanza di pelo aumenta la formazione ceruminosa. In egual maniera, va prestata particolar attenzione anche all'apparato oculare, che a causa della mancanza delle ciglia e alle grandi dimensioni dei bulbi è soggetto a una maggior lacrimazione, facilmente pulibile con cotton fioc imbevuti in soluzione antibatterica e lenitiva comunemente reperibile in qualsiasi negozio specializzato.

Questo gatto raggiunge la maturità sessuale precocemente, indistintamente dal sesso. Le femmine a differenza delle altre razze hanno calori molto più frequenti. Altro aspetto importantissimo, considerando i diversi tipi dell'animale, è quello di far eseguire la fase riproduttiva esclusivamente da allevatori esperti, per evitare forme virali, batteriche, e rischi di Cardiopatia Ipertrofica (HCM).

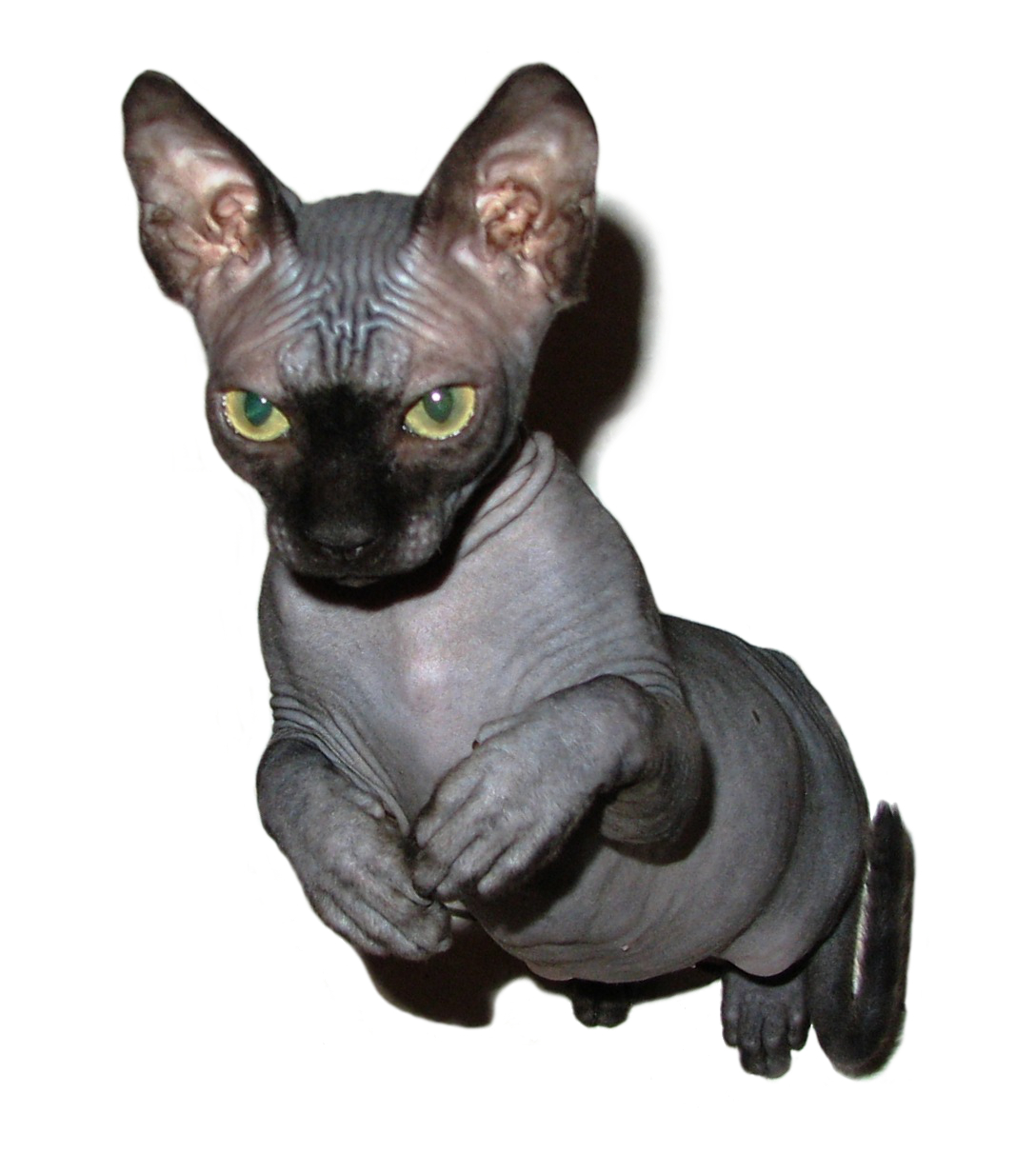
Esemplare Canadian Sphynx, colorazione nero uniforme.

## Proprietà
Grazie alla carenza di pelo, il gatto non causa reazioni allergiche. Se la reazione non è dovuta al pelo ma alla proteina (Fel D1), presente nella loro saliva, nell'urina, ghiandole ormonali e ghiandole sebacee, lo Sphynx non può essere dichiarato completamente anallergico.